# Bellegarde (Centro)
Bellegarde è un comune francese di 1 841 abitanti situato nel dipartimento del Loiret nella regione del Centro-Valle della Loira.

## Società

### Evoluzione demografica
Abitanti censiti

## Amministrazione

### Gemellaggi
- Havixbeck, Germania